# 潘瑟斯維爾 (喬治亞州)
潘瑟斯維爾（英語：Panthersville）是位於美國喬治亞州迪卡爾布縣的一個人口普查指定地區。

## 地理
潘瑟斯維爾的座標為33°42′20″N 84°16′43″W / 33.70556°N 84.27861°W，而該地最高點為海拔高度271米（即889英尺）。

## 人口
根據2010年美國人口普查的數據，潘瑟斯維爾的面積為9.70平方千米，當中陸地面積為9.70平方千米，而水域面積為0.00平方千米。當地共有人口9749人，而人口密度為每平方千米1,005人。